# Parcul din satul Cuhureștii de Sus
Parcul din satul Cuhureștii de Sus, raionul Florești, este amplasat în partea centrală a satului sus-numit. Are o suprafață de 3 ha. Este o arie protejată din Republica Moldova, reprezentând un monument de arhitectură peisagistică. În 1998, se afla în administrarea Întreprinderii agricole „Patria”.

## Istoric

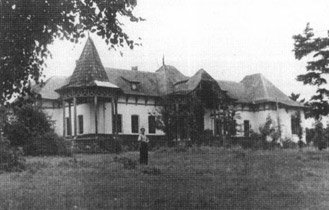
Fostul conac al familiei Bogdan

Istoria timpurie a satului este dominată de activitatea mai multor familii de boieri: Vartic, Carpu, Rusu, Rosette, Bogdan, Meleghi și alții. Pe atunci formând un singur sat (Cuhurești), localitățile Cuhureștii de Sus și Cuhureștii de Jos sunt separate aprox. în anul 1767. În 1776, căpitanul Radu Bogdan se căsătorește cu fiica boierului Vartic și primește ca zestre moșia Cuhureștii de Sus. Moșia este moștenită de fiul lui Radu, Ioan Bogdan. Acesta construiește, în a doua jumătate a sec. al XIX-lea, un conac în centrul satului, cu beciuri, moară și alte clădiri auxiliare, cunoscut ca conacul lui Ioan C. Bogdan. În preajma conacului este amenajat un parc dendrologic conținând specii rare de plante decorative, cât și o seră.
Copiii lui Ioan Bogdan — Eugenia, Vasile și Alexandrina — au fost ultimii mari proprietari ai satului. Alexandrina a fost căsătorită cu Andrei Pommer, fondatorul și proprietarul parcului Țaul. Împreună cu Eugenia, Alexandrina a ridicat biserica din sat.
În timpul regimului sovietic, conacul găzduia școala sătească. În prezent, pe teritoriul parcului funcționează liceul teoretic din sat.

## Descriere

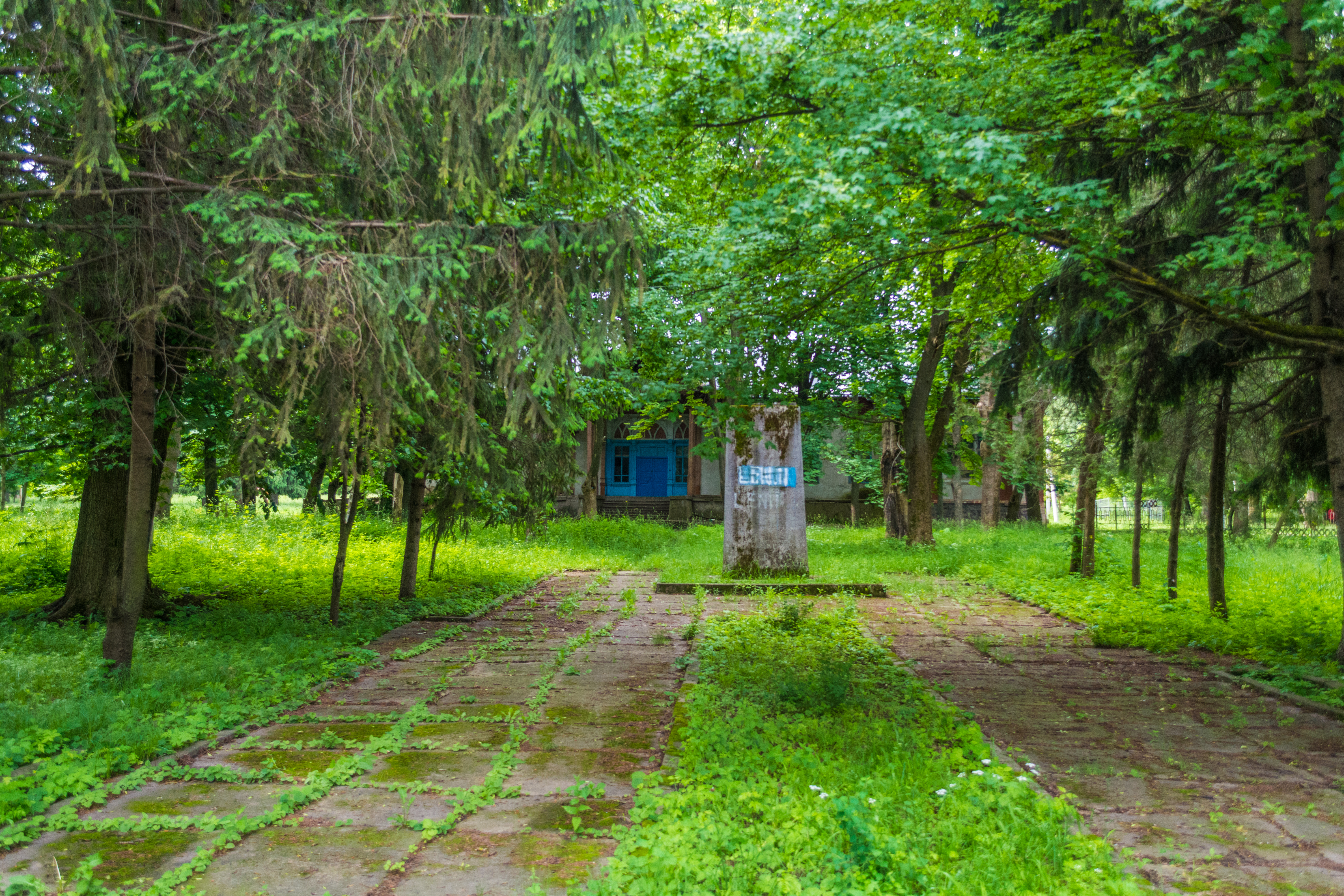
Soclul fostului monument al lui Lenin

Satul este situat la 18-20 km la est de orașul Florești și la 180 km de Chișinău. Parcul ocupă o suprafață de 3 ha și este situat pe o pantă înclinată spre nord-est.
Intrarea în parc este prevăzută prin partea de nord. De la intrare spre conac conduce o alee de aprox. 10 m lățime, la mijlocul căreia, mai jos de conac, a fost instalat în perioada sovietică un monument lui Vladimir Lenin, demontat după obținerea independenței, fiind păstrat soclul de 2 m înălțime.

### Dendroflora
Aleea de la intrare este formată din specii ca Acer platanoides, Acer saccharinum, Acer campestre, Ulmus laevis, Tilia tomentosa, Picea abies, Biota orientalis etc. În fața conacului cresc specii decorative: Acer campestre, Carpinus betulus, Aesculus hippocastanum, Fraxinus excelsior, Acer platanoides etc., iar mai jos se repetă F. excelsior, A. platanoides și un exemplar de plop piramidal (Populus piramidalis). Mai sus de plop crește un paltin de munte cu frunzele puțin trilobate și un exemplar de Populus nigra.
În partea dreaptă a conacului și mai sus de acesta cresc exemplare de Pinus nigra, Abies alba, Pseudotsuga glauca, Picea nordmanniana, Acer negundo, Morus alba, Sophora japonica, Betula verrucosa etc.
Mai mult de jumătate din speciile prezente în parc sunt de origine străină.
Lista speciilor de plante lemnoase din parcul Cuhureștii de Sus este prezentată în tabel.
| Nomenclatura binară        | Denumirea populară | Proveniență geografică             |
| -------------------------- | ------------------ | ---------------------------------- |
| Conifere                   |                    |                                    |
| Abies alba Mill.           | Brad alb           | munții Europei de mijloc și de sud |
| Picea orientalis (L) Link. | Molid de Caucaz    | Caucaz                             |
| Picea excelsa Link.        | Molid obișnuit     | Europa centrală                    |
| Pinus nigra Arn.           | Pin negru          | munții Europei de mijloc și de sud |
| Pseudotsuga glauca Mayr.   | Duglas brumăriu    | America de Nord                    |
| Biota orientalis L.        | Arborele vieții    | China                              |
| Angiosperme                |                    |                                    |
| Aesculus hippocastanum L.  | Castan porcesc     | Peninsula Balcanică                |
| Acer campestre L.          | Jugastru           | Europa, Africa de nord             |
| Acer negundo L.            |                    | America de Nord                    |
| Acer pseudoplatanus L.     | Paltin de munte    | Europa până la Ural                |
| Acer platanoides L.        | Paltin de câmp     | Europa până la Ural                |
| Betula verrucosa Ehrh.     | Mesteacăn          | Europa de vest, Caucaz             |
| Carpinus betulus L.        | Carpen             | Europa de sud                      |
| Fraxinus excelsior L.      | Frasin obișnuit    | Europa                             |
| Morus alba L.              | Dud alb            | China                              |
| Populus nigra L.           | Plop negru         | Europa, Africa de nord             |
| Populus piramidalis Ros.   | Plop piramidal     | Afganistan                         |
| Sophora japonica L.        | Sofora             | China, Japonia                     |
| Tilia tomentosa Desf.      | Tei argintiu       | Europa de mijloc                   |
| Ulmus laevis L.            | Vâlniș             | Europa de mijloc                   |